# Bofflens
Bofflens est une commune suisse du canton de Vaud, située dans le district du Jura-Nord vaudois.

## Histoire
Bofflens fut cité en 1007 sous le nom d'in curte Bofflenis et en 1011 sous le nom de Boflinges. On y découvrit des vestiges de la période de Hallstatt et de La Tène et des nécropoles du haut Moyen Âge. Dès le Xe siècle, Bofflens dépendait du domaine royal d'Orbe et du monastère de Romainmôtier. En 1007, Odilon, abbé de Cluny, donna au dénommé Enguizon des terres à Bofflens. En 1011, le roi Rodolphe III de Bourgogne céda six maisons de Bofflens aux moines de Romainmôtier, qui possédèrent dès lors tout le village. En 1393, un litige opposa les habitants de Bofflens et ceux de Bretonnières pour la possession d'une forêt. De 1536 à 1798, Bofflens faisait partie du bailliage et de la châtellenie de Romainmôtier ; le village était géré par l'assemblée des communiers. Il faisait ensuite partie du district d'Orbe jusqu'en 2007.
La commune passa de la paroisse de Romainmôtier à celle d'Agiez en 1910 puis à celle d'Orbe-Agiez en 2000 ; l'église date de 1914. Ayant achevé son remaniement parcellaire en 1962, Bofflens se dota d'un plan d'affectation au début des années 1990. La commune conserve une structure agricole et artisanale.

## Géographie
Bofflens est située entre la plaine de l'Orbe et le pied du Jura.

## Population

### Gentilé et surnoms
Les habitants de la commune se nomment les Bocanis (dérivé du premier surnom).
Ils sont surnommés les Boucs (lè Bocan en patois vaudois) et les Racle-Oiseaux (lè Racllia-Osî, peut-être pour leur avarice).

### Démographie
Bofflens compte 12 feux en 1529 puis 202 habitants en 1764, 332 en 1850, 249 en 1900, 193 en 1950, 142 en 1970, 157 en 2000 et 203 au 31 décembre 2022.